# ルベン・ルイス・ディアス
ルベン・マーティン・ルイス・ディアス・ロメロ（Rubén Martín Ruiz Díaz Romero、1969年11月11日 - ）は、パラグアイの元サッカー選手。元パラグアイ代表。ポジションはゴールキーパー。

## 来歴
1989年にコパ・アメリカ1989でパラグアイ代表デビュー。デビュー戦後、出場機会は無かったが、1995年に代表復帰、1998 FIFAワールドカップのメンバーにも選ばれた。パラグアイ代表で15試合に出場した。

## 代表歴

### 出場大会
- パラグアイ代表
  - 1998 FIFAワールドカップ

### 試合数
- 国際Aマッチ 15試合 0得点（1989年-1998年）[1]

| パラグアイ代表 | 国際Aマッチ | 国際Aマッチ |
| 年             | 出場        | 得点        |
| -------------- | ----------- | ----------- |
| 1989           | 1           | 0           |
| 1990           | 0           | 0           |
| 1991           | 0           | 0           |
| 1992           | 0           | 0           |
| 1993           | 0           | 0           |
| 1994           | 0           | 0           |
| 1995           | 4           | 0           |
| 1996           | 0           | 0           |
| 1997           | 5           | 0           |
| 1998           | 5           | 0           |
| 通算           | 15          | 0           |